# Svenåke Boström
Svenåke Boström, folkbokförd Sven-Åke Boström, född 17 juli 1948 i Sköns församling, Västernorrlands län, är en svensk journalist, författare och medieutvecklare.
Boström var under 1970-talet reporter vid tidningen Dagens Örebro-redaktion. Han återvände sedan till hemstaden Sundsvall där han blev journalist på Sundsvalls Tidning och 2005 arbetade med utvecklings- och kvalitetsfrågor.
Sedan 2011 driver han det egna företaget Boström Design & Utveckling AB med verksamhet i Sundsvall och Solna.